# 매림서원
매림서원은 경상북도 고령군 쌍림면 매촌리에 있는 서원이다. 2012년 8월 1일 고령군의 향토문화유산 제5호로 지정되었다.

## 지정 사유
1707년 쌍림면 매촌리에 건립한 서원으로 곽수강과 오선기를 배향하고 있다. 대원군에 의해 훼철되었으나 서재는 일부 원형을 유지하고 있으며, 전체적으로 서원의 형태를 갖추고 있으며 서원내에 도지정 문화재자료인 고령 매림재소장판목을 보관하고 있는 중요한 서원이다. 또한, 서원의 전체적인 배치를 알 수 있으므로 군차원의 교육용, 관광용으로 충분히 활용할 가치가 있다.

## 같이 보기
- 고령 매림재 소장 판목 - 경상북도 문화재자료 제524호